# آلفردو بیفولکو
آلفردو بیفولکو (انگلیسی: Alfredo Bifulco؛ زادهٔ ۱۹ ژانویهٔ ۱۹۹۷) بازیکن فوتبال اهل ایتالیا است.
از باشگاه‌هایی که در آن بازی کرده‌است می‌توان به باشگاه فوتبال ناپولی و باشگاه فوتبال پرو ورچلی اشاره کرد.
وی همچنین در تیم‌های ملی فوتبال زیر ۱۷ سال ایتالیا، زیر ۱۸ سال ایتالیا، زیر ۱۹ سال ایتالیا، و زیر ۲۰ سال ایتالیا بازی کرده‌است.